# Tramlijn Gouda - Schoonhoven

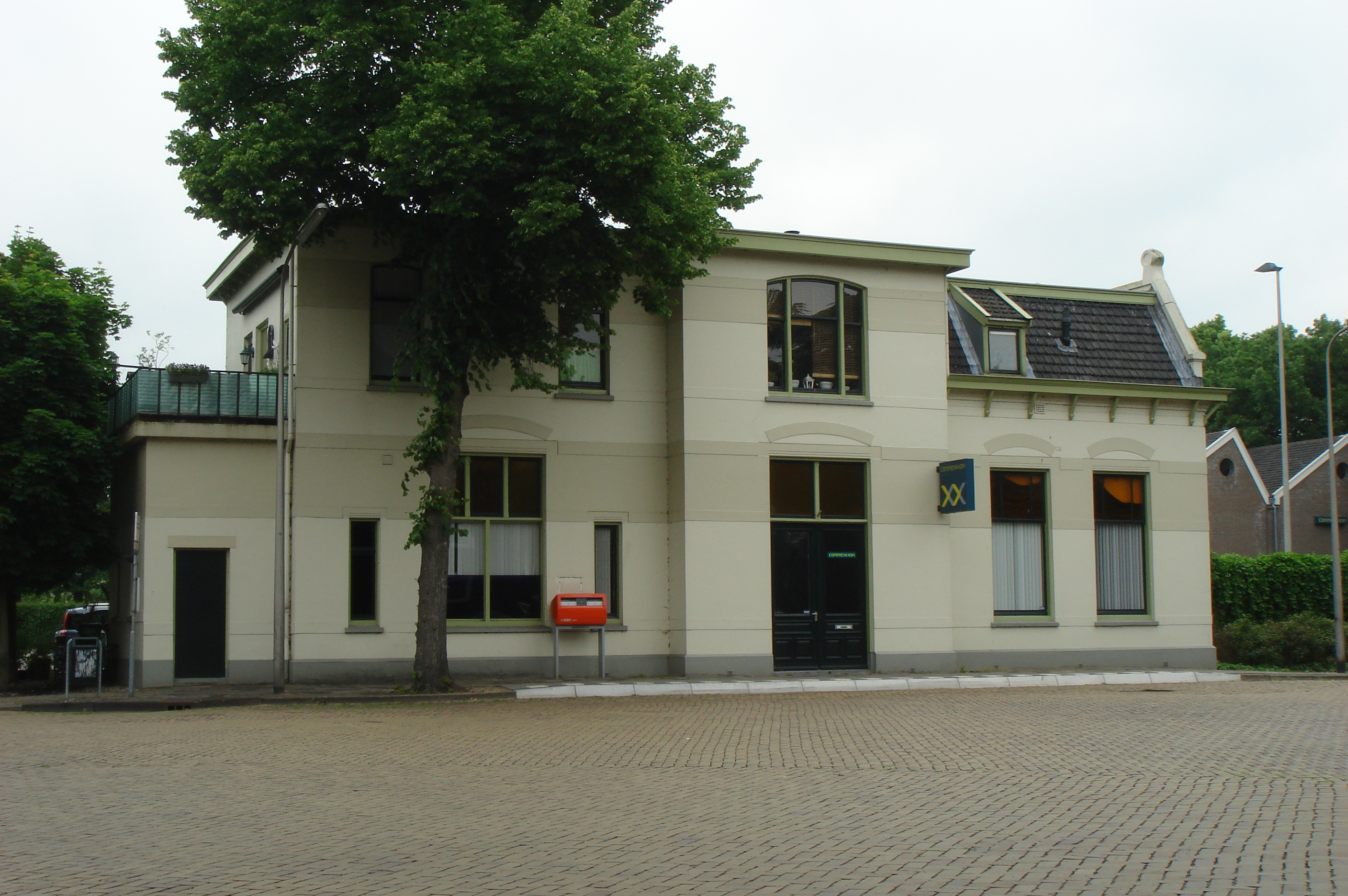
Voormalig tramstation Schoonhoven

De Tramlijn Gouda-Schoonhoven is een voormalige tramlijn tussen Gouda en Schoonhoven in de Nederlandse provincie Zuid-Holland. De stoomtramlijn werd geopend op 14 november 1914 en gesloten op 23 augustus 1942. Exploitatie en eigendom waren in handen van de Staatsspoorwegen en derhalve vanaf 1917 resp. 1938 van de Nederlandse Spoorwegen. Hoewel de lijn met lokaalspoormaterieel werd bereden was deze wettelijk gezien een tramlijn, en de lijn, de haltegebouwen en het materiaal waren dan ook van eenvoudige aard.
Opvallend was dat de aanleg al in 1902 was begonnen, maar dat het door de slechte bodemgesteldheid in de Krimpenerwaard uiteindelijk twaalf jaar duurde voor de eerste trein kon rijden. Op last van de Duitse bezetter werd het lijntje in 1942 opgebroken. Op de plek van de lijn werden provinciale wegen aangelegd, de N210 en de N207.
Het vervoer werd overgenomen door bussen van De Twee Provinciën thans 
Qbuzz R-net lijn 497. 
Voor de film Het meisje met den blauwen hoed met Truus van Aalten werden in 1934 opnamen gemaakt langs deze lijn, met name bij het tramstation van Schoonhoven. Dit voormalige stationsgebouw is nog aanwezig. 